# Jewgenija Senonowna Olschewskaja
Jewgenija Senonowna Olschewskaja (russisch Евгения Зеноновна Ольшевская; * 7. September 1978 in Leningrad) ist eine ehemalige russische Wasserspringerin. Sie sprang für den Verein ZSKA Moskau im 10-m-Turmspringen und mit Swetlana Timoschinina im 10-m-Synchronspringen. Sie errang im Synchronspringen mehrere Medaillen bei Welt- und Europameisterschaften und nahm im Jahr 2000 an den Olympischen Spielen teil.
Olschewskajas erste internationale Meisterschaft im Erwachsenenbereich war die Weltmeisterschaft 1998 in Perth. Sie erreichte dort mit Timoschinina Rang sieben im 10-m-Synchronspringen. Das Duo wurde im folgenden Jahr bei der Europameisterschaft in Istanbul Europameister, 2000 in Helsinki gewann es Bronze. Bei den Olympischen Spielen 2000 in Sydney nahm Olschewskaja im Einzel und im Synchronwettbewerb vom Turm teil. Im Einzel erreichte sie das Halbfinale und wurde 16., im Synchronspringen wurde sie mit Timoschinina Sechste. Olschewskaja konnte sich in den folgenden Jahren bei den großen Meisterschaften teamintern nicht mehr für Einsätze im Einzel qualifizieren, blieb aber im Synchronspringen erfolgreich. Bei der Weltmeisterschaft 2001 in Fukuoka gewann sie mit Timoschinina Silber, 2003 in Barcelona Bronze und bei der Europameisterschaft 2002 in Berlin ebenfalls Bronze. Nachdem das Duo die Qualifikation zu den Olympischen Spielen 2004 verpasst hatte, beendete Olschewskaja ihre aktive Karriere.
Olschewskaja ist Absolventin an der Russischen Staatlichen Universität für Körperkultur Sankt Petersburg.